# Santa María (Paraguay)
Santa María de Fe, chiamata anche semplicemente Santa María, è un centro abitato del Paraguay, nel Dipartimento di Misiones, ubicato a 253 km a sud della capitale del paese Asunción; forma uno dei 10 distretti in cui è diviso il dipartimento.

## Popolazione
Al censimento del 2002 Santa María contava una popolazione urbana di 1.981 abitanti (7.385 nel distretto).

## Storia
Sorta come riduzione gesuita, Santa María fu fondata con il nome di Nuestra Señora del Taré nel territorio dell'attuale dipartimento di Caaguazú; le incursioni dei bandeirantes costrinsero in seguito la popolazione a spostarsi nell'attuale sito. In questo centro visse a lungo al confino il naturalista francese Aimé Bonpland, prima di essere espulso dal Paraguay da José Gaspar Rodríguez de Francia, con il divieto di portarsi appresso la moglie (figlia di un cacique locale) e i due figli.
La chiesa originale fu distrutta da un incendio nel 1889; nonostante ciò, molte immagini dell'epoca dei gesuiti sono state salvate e oggi sono esposte nel museo allestito nella località.